# Sol rouge

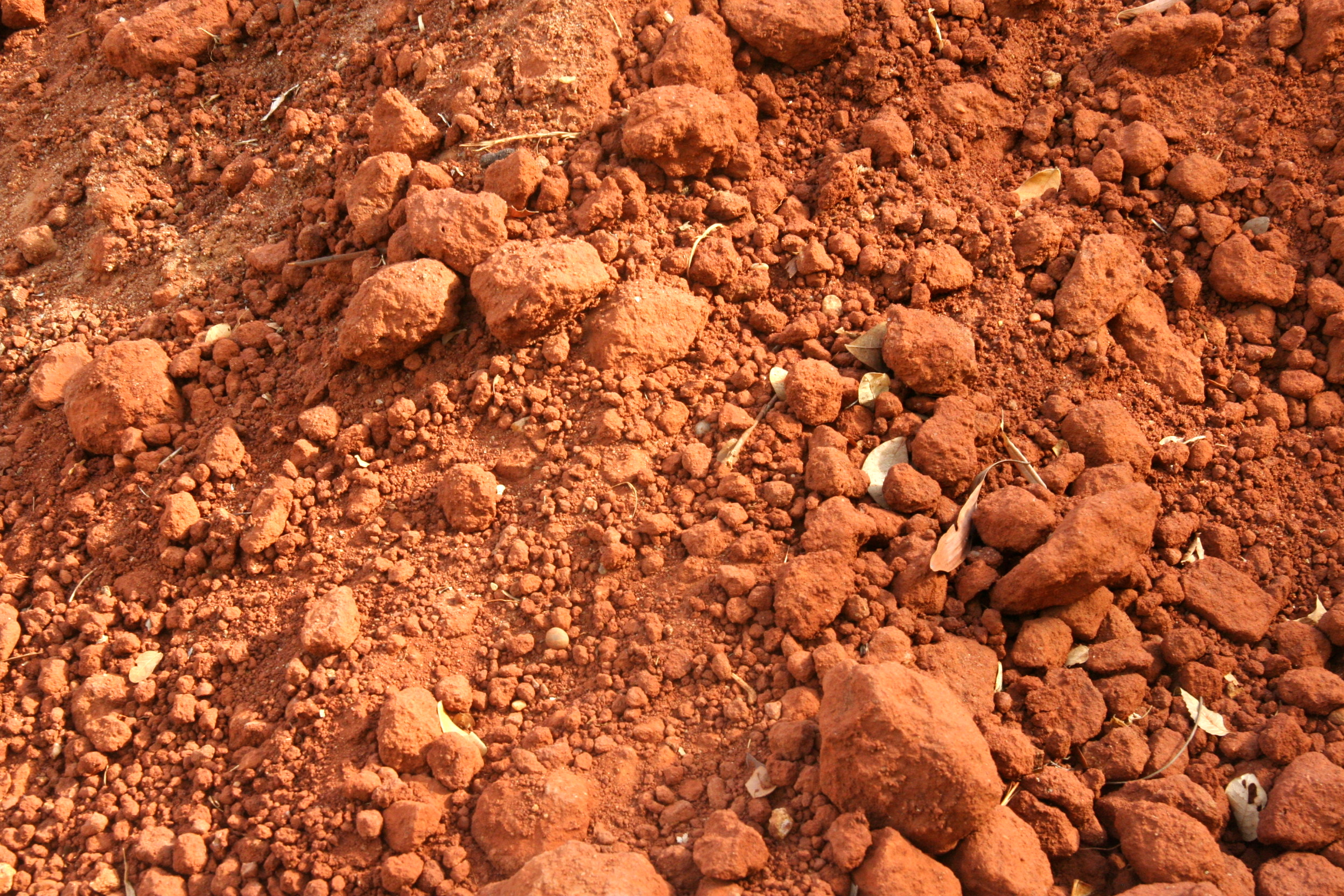
Terre rouge en Inde.

Sol rouge (terre rouge) est le nom générique d'un type de sol qui se développe généralement sous un climat chaud ou tempéré et humide. Environ 13 % des sols de la Terre sont des sols rouges.
Il ne contient que de fines couches organiques et organo-minérales en raison d'un fort ou long lessivage. Cette couche (horizon superficiel) repose sur une couche rouge d'alluvions. Ces sols sont riches en argile et dérivent généralement de l'altération d'anciennes roches cristallines et métamorphiques.
Leur couleur rouge, brun-rougeâtre à jaune-rougeâtre est due à une forte teneur en fer.
C'est un bon ou mauvais substrat de croissance pour les cultures, selon la façon dont il est géré. Souvent acide, pauvre en nutriments et en humus et vulnérable à l'érosion, il peut être difficile à cultiver en raison de sa faible capacité de rétention d'eau. Sa fertilité peut être optimisée avec un chaulage, l'apport de matière organique et d'autres techniques agricoles.
Dans des pays comme la Chine, l'Inde et la Grèce où il y a de grandes quantités de terre rouge, la compréhension des propriétés du sol est cruciale pour une agriculture durable et soutenable. Les propriétés du sol rouge peuvent varier d'une région à l'autre et peuvent nécessiter des pratiques de gestion différentes.

## Caractéristiques
Plusieurs types de sols existent, dont les ultisols, les alfisols, les oxisols.
Ils ont certaines caractéristiques d'un bon sol de croissance. Leur acidité naturelle peut être positive pour l'agriculture, mais leur oligotrophie (peu d'azote, de phosphore, de potassium, de calcium, de magnésium, de soufre, de zinc, de bore et de cuivre) y freine le rendement agricole.
Ces sols sont vulnérables à l'érosion, et sujets à des sécheresses fréquentes dans les régions plus sèches.

## Composition
Les sols rouges sont généralement dérivés de l'altération des roches cristallines et métamorphiques dans les zones de fortes précipitations.
Ils contient beaucoup d'argile et peu de matière organiques et organo-minérales car fortement lessivées.
Leur composition (et donc leurs propriétés agricoles) varient selon les régions et leur histoire agronomique.
Un type de sol rouge peut être considéré comme infertile dans une région mais riche en éléments nutritifs dans une autre.

## Fertilité et pratiques de gestion
Les sols rouges pâtissent de leur acidité, d'une faible capacité de rétention d'eau, d'une faible teneur en nutriments et en matière organique (humus). Les fluctuations de leur taux de fer ont des implications importantes sur leur fertilité et propriétés agronomiques.
Diverses techniques agricoles visent à augmenter leur fertilité.

### Chaulage
Il vise à élever le pH des sols acides, pour les cultures ne tolérant pas les environnements acides. Cependant, la recherche moderne suggère que le chaulage peut avoir des conséquences environnementales négatives à long terme.

### Apports de nutriments
Les sols rouges sont souvent carencés en azote et parfois en phosphore et potassium notamment après plusieurs récoltes successives. On leur accordait autrefois de longues périodes de jachère.
On utilise aujourd'hui des amendements minéraux et/ou des engrais chimiques de synthèse pour compenser les pertes de nutriments dues à l'export de végétaux.

### Matière organique
Elle améliore la qualité, la stabilité et la fertilité des sols rouges. Il s'agit notamment d'apports de fumier, associé à un système de travail du sol appropriés.

### Rotation des cultures
Elle contribue significativement à limiter certains effets de carence (en azote notamment), et aide à augmenter la teneur en matière organique et à limiter les risques de pullulation de pathogènes et de ravageurs qui endommagent les cultures.

## Géographie

### Sols rouges en Chine
Ils constituent dans ce pays environ 102 millions d'hectares (1 020 000 kilomètres carrés) en zone tropicale et subtropicale. Les principales zones de distribution sont Hainan, Guangdong et Yunnan, entre autres régions agricoles.

### Sols rouges en Grèce
On en trouve deux types :
- les sols résiduels formés sur place à partir de la roche mère (généralement de moins d'un mètre de profondeur, et couvrant des coteaux en pente. Comme les autres sols rouges de la Méditerranée, ils ont tendance à se former dans le calcaire) ;
- les sols formés dans les dépôts sédimentaires profonds (répandus dans les basses terres de du pays, surtout sur des terrains en pente douce).

Taxonomiquement, les sols rouges grecs appartiennent aux Rhodoxeralfs (alfisol rouge), Palexeralfs (alfisols bien vieillis), Xerochrepts (inceptisol xérique) et Orthents.

### Sol rouge en Inde
Ce sont les sols les plus courants de l'Inde (surtout dans le sud, de l'est et du nord où il est plutôt jaune sous sa forme hydratée), couvrant au total environ 350 000 km2 (10,6 % de la superficie de l'Inde) à travers la péninsule. On le classe dans le groupe omnibus, car il s'est développé sur du granit archéen, du gneiss et d'autres roches cristallines, les sédimentaires des bassins de Cuddapah et de Vindhayan et un groupe mixte de roches dharwariennes.
Dans les hautes terres ce sont des sols minces, pauvres et graveleux, sablonneux ou pierreux et poreux, de couleur claire sur lesquels des cultures vivrières comme le bajra peuvent être cultivées. En revanche, dans les basses plaines et les vallées, ce sont des terres fertiles riches, profondes et de couleur foncée qui, sous irrigation, peuvent produire d'excellentes cultures comme le coton, le blé, les légumineuses, le tabac, le jowar, les graines de lin, le millet, les pommes de terre et les fruits.